# Anna-Maja Kazarian
Pour l’article homonyme, voir Kazarian.
Anna-Maja Kazarian (née le 7 janvier 2000 à Heerenveen, aux Pays-Bas) est une joueuse d'échecs néerlandaise.

## Palmarès
En 2015, Anna-Maja Kazarian est sacrée championne d'Europe d'échecs dans la catégorie des filles de moins de 16 ans. 
Le 29 novembre 2020, elle remporte le championnat des Pays-Bas d'échecs féminin en ligne. En finale, elle bat la jeune Machteld van Foreest 5-2.

## Stream sur Twitch
Le 20 février 2020, Anna-Maja Kazarian lance son propre compte sur Twitch. En mai 2020, elle compte 500 followers, et elle compte plus de 15000 followers en février 2021. Elle diffuse principalement des blitz, mais également d'autres jeux comme Among Us et Valorant.

## Titres internationaux
En 2015, Anna-Maja Kazarian reçoit le titre de maître FIDE féminin (MFF) par la FIDE, et en 2017 celui de maître international féminin.